# Pardirallus sanguinolentus
Il rallo piombato o rallo plumbeo (Pardirallus sanguinolentus Swainson, 1838) è un uccello della famiglia dei Rallidi originario delle regioni meridionali e occidentali del Sudamerica.

## Descrizione
Il rallo plumbeo misura circa 35 cm di lunghezza. Presenta le regioni superiori di colore marrone-oliva, e quelle inferiori di colore grigio ardesia; la regione compresa tra la parte bassa dell'addome e il sottocoda è marroncina. Il becco, verde, ha la base di colore rosso brillante e blu.

## Distribuzione e habitat
L'areale del rallo plumbeo comprende Ecuador, Perù, Bolivia, Paraguay, Uruguay e Brasile sud-orientale, e si estende a sud fino alla Terra del Fuoco.
Vive nelle paludi, nei fitti boschetti che si sviluppano lungo i corsi d'acqua e nelle zone erbose umide.

## Biologia
Il rallo plumbeo ha abitudini prevalentemente crepuscolari, sebbene possa essere visto aggirarsi in cerca di cibo anche in pieno giorno; tuttavia, preferisce alimentarsi di notte. È timido e riservato, ma rispetto ad altri Rallidi è più facile da avvistare e alcuni esemplari possono addirittura essere curiosi. Buon nuotatore, vola con riluttanza, e se minacciato preferisce fuggire via a corsa. Tuttavia, all'occorrenza, si manifesta un ottimo volatore. Vive generalmente da solo, in coppia o in piccoli gruppi familiari.
Si nutre di molluschi d'acqua dolce, di piccoli granchi, larve, vermi e insetti, ma anche di semi.
Il periodo della nidificazione varia a seconda della distribuzione geografica: in Perù esso è situato in ottobre, nel Brasile sud-orientale in novembre, in Uruguay in settembre-febbraio, in Argentina in ottobre-dicembre, in Cile in ottobre-gennaio e nella Terra del Fuoco in novembre. La femmina depone 4-6 uova di colore variabile dal crema al beige, ricoperte da macchioline rossicce e marroncine. I pulcini, precoci, abbandonano il nido il giorno dopo la schiusa.

## Tassonomia
Attualmente vengono riconosciute sei sottospecie di rallo plumbeo:
- P. s. simonsi Chubb, 1918 (Ecuador meridionale, Perù occidentale e Cile settentrionale);
- P. s. tschudii Chubb, 1919 (Perù e regioni centrali e sud-orientali della Bolivia);
- P. s. zelebori (Pelzeln, 1865) (Brasile sud-orientale);
- P. s. sanguinolentus (Swainson, 1838) (Brasile sud-orientale, Paraguay, Argentina settentrionale e Uruguay);
- P. s. landbecki (Hellmayr, 1932) (Cile centrale e Argentina sud-occidentale);
- P. s. luridus (Peale, 1848) (regioni meridionali di Cile e Argentina).